# Port Zimowy w Toruniu
Port Zimowy w Toruniu – jeden z trzech toruńskich portów rzecznych na Wiśle. Mieści się na Rybakach przy ul. ks. Popiełuszki 3. Jego powierzchnia wynosi 4,25 ha. Długość nabrzeża portowego wynosi 345 metrów. Głębokość przy średnich stanach poziomu Wisły liczy 3 metry. Gospodarzem portu jest Gospodarstwo Pomocnicze Regionalnego Zarządu Gospodarki Wodnej i Zarząd Zlewni Wisły w Toruniu. Port służy jako miejsce postoju barek i holowników.
Port został zbudowany w 1879 roku jako jeden z pierwszych nowoczesnych portów śródlądowych w Polsce pod zaborami. Jako element Twierdzy Toruń stanowił bazę monitorów rzecznych operujących na Wiśle w pobliżu Torunia oraz miejsce zimowego postoju statków. W latach 1888–1889 uruchomiono tu stocznię rzeczną oraz doprowadzono połączenie kolejowe z dworcem Toruń Miasto. Połączenie zlikwidowano pod koniec lat 60. XX wieku.
W latach 1920–1925 port stanowił bazę dla Portu Wojennego oraz Warsztatów Technicznych dla Flotylli Wiślanej. Po II wojnie światowej port rozbudowano. Powstała pochylnia składająca się z pięciu podnośników mogących unieść 75 ton.
Dawniej ulica prowadząca do portu nazywała się Portowa. W latach 90. XX wieku ulica zmieniła nazwę na ks. Jerzego Popiełuszki.